# Премия имени И. М. Виноградова
Премия имени И. М. Виноградова присуждается Отделением математических наук Российской академией наук с 1995 года за выдающиеся результаты в области математики. Носит имя советского учёного Ивана Матвеевича Виноградова, академика АН СССР.

## История
Учреждена АН СССР в 1990 году в честь столетия со дня рождения И. М. Виноградова как Золотая медаль им. И. М. Виноградова. Вручалась за выдающиеся работы в области теории чисел и математического анализа . Вновь учреждена Постановлением Президиума РАН от 23 февраля 1993 г. №47 «О золотых медалях и премиях имени выдающихся ученых, присуждаемых Российской академией наук» в ранге премии. Премия вручается раз в три года по рекомендации Отделением математических наук РАН.

## Награждённые учёные
На начало 2021 года награда была вручена следующим учёным:
| Год  | Лауреат премии                                                 | За какие работы                                                                                   |
| ---- | -------------------------------------------------------------- | ------------------------------------------------------------------------------------------------- |
| 1991 | Сергей Михайлович Никольский                                   | за цикл работ по теории приближений функций и вложений функциональных классов и по её приложениям |
| 1995 | Виктор Александрович Абрашкин                                  | за цикл работ по алгебраической теории чисел                                                      |
| 1998 | Аскольд Иванович Виноградов                                    | за работу «О плотностной гипотезе для L-рядов Дирихле»                                            |
| 2001 | Анатолий Алексеевич Карацуба                                   | за цикл работ «Суммы характеров с простыми числами»                                               |
| 2004 | Алексей Николаевич Паршин                                      | за цикл теоретико-числовых работ                                                                  |
| 2007 | Владимир Никанорович Ремесленников                             | за цикл работ «Алгебраическая геометрия для свободных групп и алгебр Ли»                          |
| 2010 | Геннадий Семенович Маканин                                     | за цикл работ «Проблема распознавания разрешимости уравнений в свободных группах и полугруппах»   |
| 2013 | Владислав Хасанович Салихов                                    | за цикл работ «О мере иррациональности некоторых чисел»                                           |
| 2016 | Сергей Владимирович Конягин                                    | за цикл работ «Аналитические и комбинаторные методы в теории чисел»                               |
| 2019 | Максим Александрович Королёв                                   | за цикл работ «Поведение дзета-функции Римана на критической прямой»                              |
| 2022 | доктор физико-математических наук Сергей Владимирович Асташкин | за цикл работ по исследованию геометрической структуры функциональных пространств                 |